# King’s African Rifles

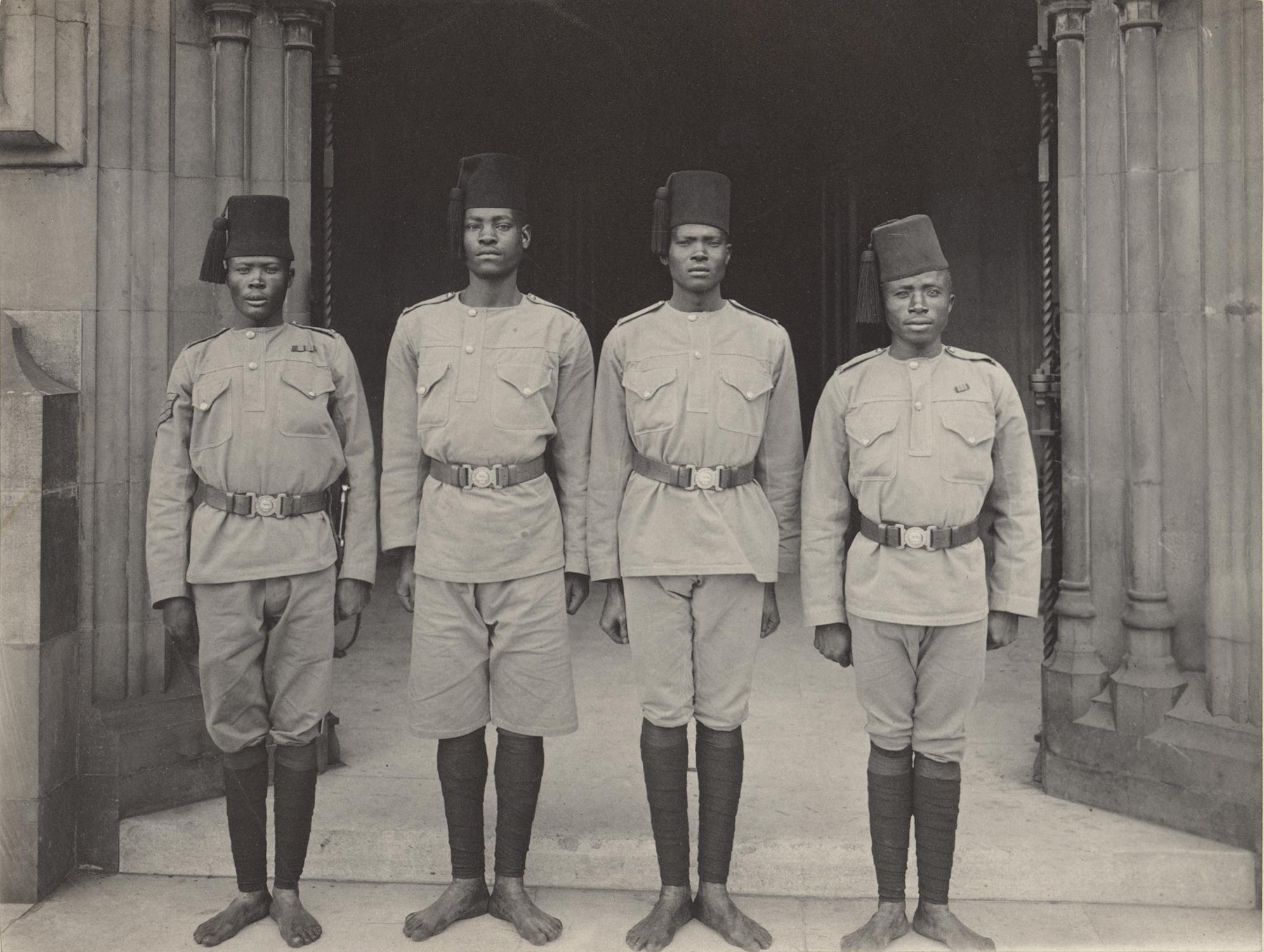
Ein Unteroffizier und drei Soldaten der K.A.R. (1902)

Die King’s African Rifles waren ein, zwischen 1902 und den 1960er Jahren bestehendes, britisches Infanterieregiment aus Ostafrika. 

## Entstehung
Die King’s African Rifles waren ein von der britischen Kolonialmacht gebildetes Regiment der britischen Leichten Infanterie. Aufgestellt wurde es im Jahr 1902, um die bestehenden Kolonialtruppen zu zentralisieren und daraus Synergieeffekte in Bezug auf Versorgung und Ausbildung zu erzielen. Es bestand bis zur Unabhängigkeit der ostafrikanischen Staaten in den 1960er Jahren und war sowohl für Militär- wie auch Polizeifunktionen zuständig.

## Organisation
Das Regiment der King’s African Rifles (KAR) wurde zum 1. Januar 1902 aus den bestehenden Central African Rifles, Uganda Rifles und East Africa Rifles gebildet. Gegliedert war es in sechs Bataillone:
- 1st (Central Africa): 8 Kompanien (vorher 1st Central African Rifles)
- 2nd (Central Africa): 6 Kompanien (vorher 2nd Central African Rifles)
- 3rd (East Africa): 8 Kompanien, davon eine berittene mit Kamelen zum Einsatz im Jubaland (vorher East African Rifles)
- 4th (Uganda): 9 Kompanien (vorher der afrikanische Teil der Uganda Rifles)
- 5th (Uganda): 4 Kompanien  (vorher der indische Teil der Uganda Rifles); 1905 aufgelöst
- 6th (Somaliland): in den Folgejahren aus ausgehobenen Somaliern aufgestellt

Die indischen Truppenteile waren als Ausbilder und als Kämpfer nötig, bis die Zuverlässigkeit der Einheimischen sichergestellt war. Stationiert waren sie im gesamten damals britischen Gebiet Ost- und Zentralafrikas.
1902 unterstanden 104 Europäern 4.579 einheimische Unteroffiziere und Mannschaften.

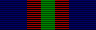
Ordensband der King’s African Rifles Distinguished Conduct Medal

Die Uniformen der indigenen Mannschaften waren Shorts und Hemd in Khaki und Wickelgamaschen (puttees), Reithosen (breeches) für die Kameltruppe. Dazu wurde ein roter Fes mit schwarzem Quast getragen, der im Kampfeinsatz durch einen in Khaki gehaltenen ersetzt wurde. Auf den Schulterstücken befanden sich die Insignien „K.A.R.“, wobei im Kampfeinsatz die Bataillonsnummer am Fes hinzugefügt wurde. Die Einheiten in Nyasa und später Britisch-Somaliland (6th) trugen leicht abweichende Uniformen, die dem regionalen Charakter Rechnung trugen. Die Uniformen der Offiziere entsprachen dem bei den Briten in Ägypten üblichen Muster, im Einsatz war ab 1907 der Tropenhelm üblich.
Als Bewaffnung war zunächst der Martini-Henry-Karabiner, Kaliber .45 ausgegeben worden, bald ersetzt durch die .303 Lee-Metford bzw. Lee-Enfield-Gewehre. Mannschaften waren zusätzlich mit einem Hackmesser ausgestattet.

## Einsätze
Zwischen 1902 und 1914 kamen die KAR hauptsächlich im Inland gegen Einheimische zum Einsatz.
| Jahr   | Ursache Stämme                                                                      | beteiligte Truppen                                                                       |
| ------ | ----------------------------------------------------------------------------------- | ---------------------------------------------------------------------------------------- |
| 1902   | Atonga in West-Nyasa verweigerten Steuerzahlung                                     | 100 Mann 1st KAR                                                                         |
| 1902   | Überfall auf eine Baustelle durch Kipsiki                                           | 300 Mann 3rd KAR                                                                         |
| 1902   | Kikuyu (Maruka) ermordeten 5 indische Händler                                       | 115 Mann 3rd KAR, 60 Polizisten, 300 Dienstverpflichtete                                 |
| 1902   | 2. Feldzug gegen den Warrior Mullah.                                                | 5 Kompanien KAR (bis 1904). Verstärkung der örtlichen Truppen.                           |
| 1903   | Kamelilo im südöstlichen Nandi-Gebiet; Überfälle                                    | je 30 4th und 5th KAR, mit MG. Später verstärkt auf 650 Mann und 700 „freundliche“ Nandi |
| 1903/4 | 4. Feldzug gegen den Warrior Mullah.                                                | 550 Mann in der Kolonne von Berbera                                                      |
| 1904   | Kikuyu (Iraini und Embu)                                                            | 135 3rd KAR, 60 Polizisten, 300 Dienstverpflichtete                                      |
| 1905-6 | Vorgehen gegen die Nandi, die gegen die Enteignung ihres besten Landes aufbegehrten | je 6 Kompanien 1st und 3rd KAR, 200 bewaffnete Polizisten                                |
| 1907   | Kämpfe zwischen den Kitosh und Kabara                                               | 35 Mann 3rd KAR; 1908 verstärkt auf: 323 Mann mit MGs, Polizisten                        |
| 1910   | Ausbruch der Stoick aus ihrem Reservat                                              | 68 Mann mit MG                                                                           |
| 1911   | Ermordung eines Siedlers bei Marakwet                                               | 98 1st KAR, 53 3rd KAR                                                                   |
| 1912   | Überfälle der Turkana-Nomaden                                                       | 63 1st KAR, 42 3rd KAR, 2 MGs                                                            |
| 1914   | Überfälle der Mareham auf KAR-Posten                                                | 150 1st KAR, Kamelkompanie                                                               |

## Ab 1914

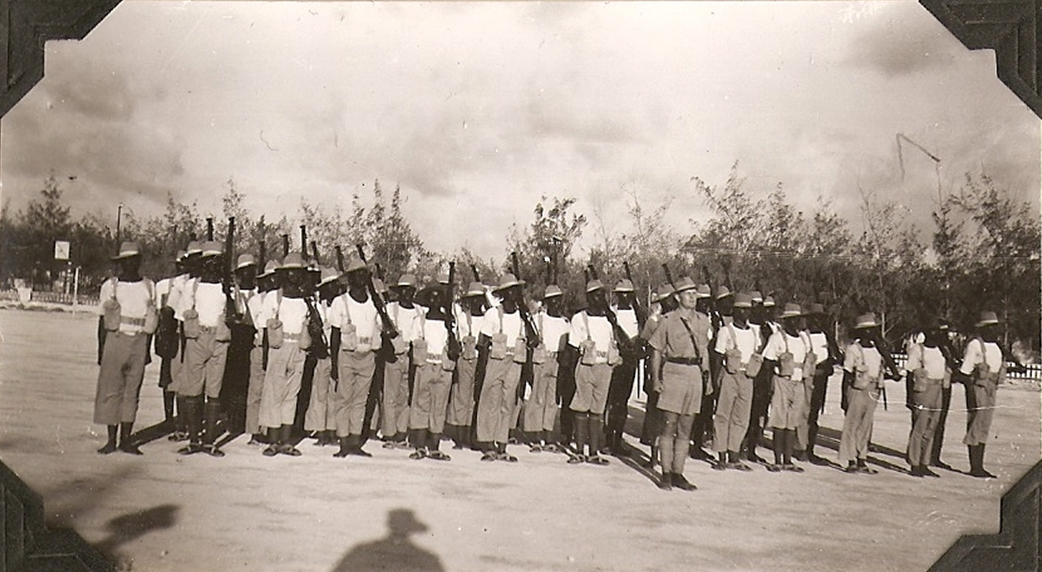
C-Kompanie, 7th. Mogadishu 1941

Bataillone wurden während der Weltkriege umgegliedert oder neu gebildet.
- 5th (Kenya) Battalion [1916–1963]
- 6th (Tanganyika Territory) Battalion [1917–1961]
- 7th (Kenya) Battalion [1952–1956]
- 11th (Kenya) Battalion [1941–1946, 1956–1963]
- 26th (Tanganyika Territory) Battalion [1939–1961]
- 71st (Somali) Battalion [1942–1945]
- 72nd (Somali) Battalion [1942–1945]

Das Regiment kämpfte im Ersten Weltkrieg gegen die deutschen Truppen Paul von Lettow-Vorbecks in Deutsch-Ostafrika. 1918 hatte KAR eine Mannschaftsstärke von 33.348, bestehend aus 1.193 britischen Offizieren, 1.497 Unteroffizieren und 30.658 Afrikanern.

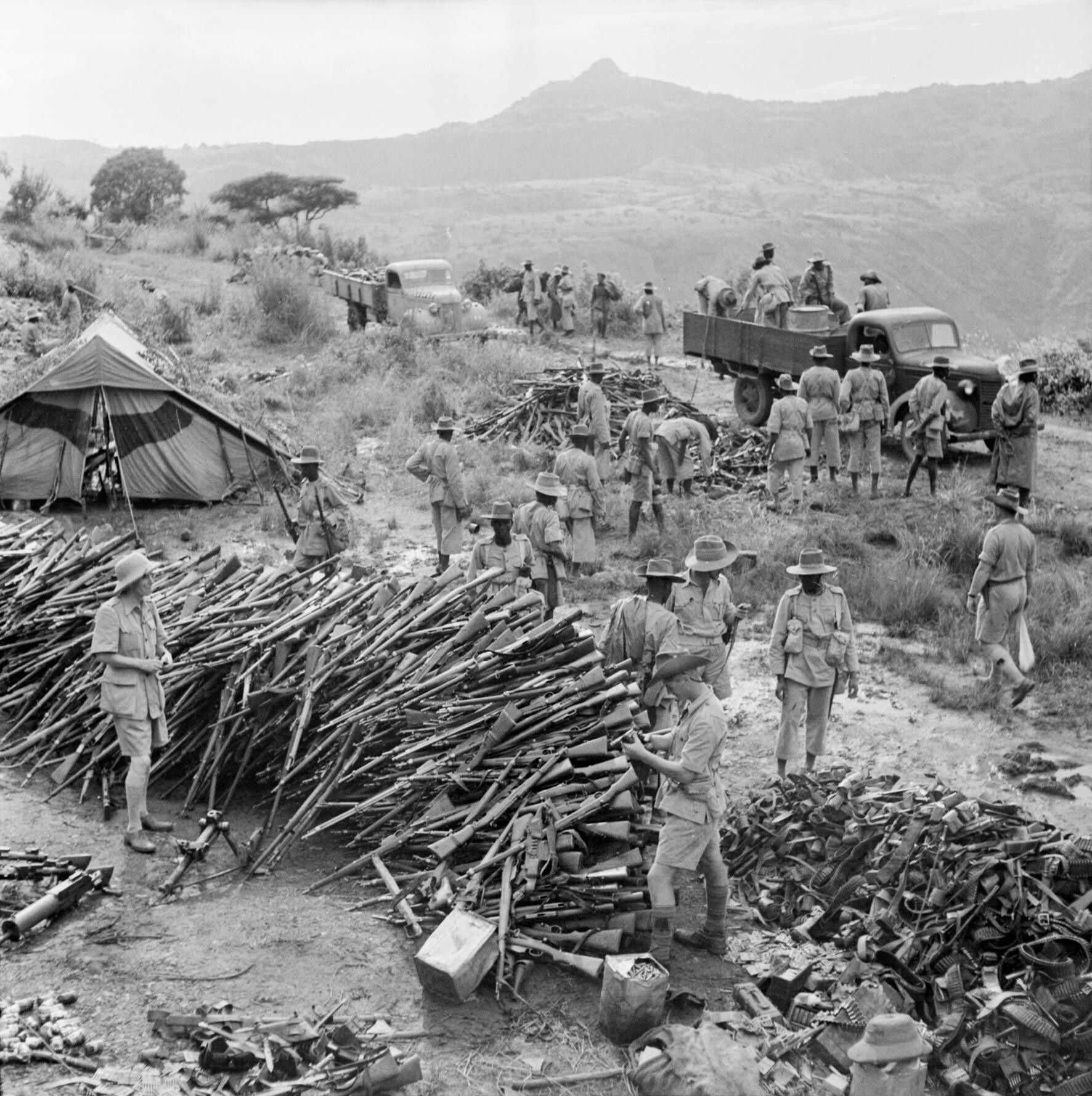
KAR-Soldaten sammeln Waffen der besiegten Italiener am Wolchefit-Pass (Sept. 1941)

Das Regiment kämpfte auch gegen Italien bei der Befreiung von Abessinien 1941 und gegen Japan in Birma während des Zweiten Weltkriegs.
Es wurde danach auch während des Malaiischen Aufstands eingesetzt.
Das Regiment wurde aufgeteilt, als die beteiligten Territorien die Unabhängigkeit erhielten.
Aus den KAR gingen im Weiteren die Selous Scouts und das rhodesische SAS hervor.
Die einzelnen Bataillone wurden in folgende der neuen Einzelstaaten überführt:
- 1st Battalion – 1st Battalion, Malawi Rifles
- 2nd Battalion – 2nd Battalion, Malawi Rifles
- 3rd Battalion – 1st Battalion, Kenya Rifles
- 4th Battalion – 1st Battalion, Uganda Rifles
- 5th Battalion – 2nd Battalion, Kenya Rifles
- 6th Battalion – 1st Battalion, Tanganyika Rifles
- 11th Battalion – 3rd Battalion, Kenya Rifles
- 26th Battalion – 2nd Battalion, Tanganyika Rifles

## Bekannte Angehörige
- Idi Amin (zwischen 1923 und 1928–2003), später Diktator in Uganda
- Miles Fitzalan-Howard (1915–2002), letzter Kommandeur vor der Unabhängigkeit Kenias
- Roald Dahl (1916–1990), britischer Schriftsteller
- Waruhiu Itote (1922–1993), kenianischer Unabhängigkeitskämpfer
- Hussein Onyango Obama, Großvater väterlicherseits von Barack Obama.
- Peter Hopkirk (1930–2014), britischer Journalist und Autor

## Battle Honours
Das Regiment erhielt erst 1924 Fahnen, da die britische Jägertruppe solche traditionell nicht führte. In den 1950er Jahren wurden sie erneuert. Die regimental colour zeigte folgende Battle Honours:
- Ashanti 1900 (verliehen 1908 an das The Central Africa Regiment), British Somaliland 1901–04
- Erster Weltkrieg: Kilimanjaro, Narungombe, Nyangao, East Africa 1914–18
- Zweiter Weltkrieg: Afodu, Moyale, Todenyang-Namuraputh, Soroppa, Juba, Beles Gugani, Awash, Fike, Colito, Omo, Gondar, Ambazzo, Kulkaber, Abyssinia 1940–41, Tug Argan: British Somaliland 1940, Madagascar, Middle East 1942, Mawlaik, Kalewa, Seikpyu, Letse, Arakan Beaches, Taungup, Burma 1944–45

## Weitere Bataillone der KAR
- UKR - Uganda Kings Rifles
- RAR - Rhodesian Kings Rifles[2]